# گناه و شرم

مانوئلا آرکوری و گابریل گارکو در صحنه‌ای از سریال

گناه و شرم (ایتالیایی: Il peccato e la vergogna) یک مجموعه تلویزیونی ایتالیایی است که در سال ۲۰۱۰ منتشر شد.

## گزیدهٔ بازیگران
- گابریل گارکو
- مانوئلا آرکوری
- لائورا توریزی
- مرتین بروشار
- ماریسا برنسون
- ایوا گریمالدی
- والریا میلیلو
- ماسیمو ونتوریلو
- ماسیمو کوروو
- آلفردو پئا
- جولیانا دسیو
- رزا پیانتا
- رزالیندا کاناوو
- رزالیندا چلنتانو
- اوربانو باربرینی
- جووانی شیفونی
- جانفرانکو بارا
- آدریانا روسو
- میکله گامینو
- میشل کارپنته
- میکول آدزورو
- برونو کونتی
- لوچیا مودونیو